# Alexandra Reinprecht
Alexandra Reinprecht (* 1974 in Wien) ist eine österreichische Opern- und Konzertsängerin (Sopran).

## Leben
Alexandra Reinprecht, Tochter zweier Sänger, erhielt ersten Gesangsunterricht durch ihre Mutter, die auch als Gesangslehrerin tätig war. Es folgten Gesangs- und Klavierunterricht bei Elfriede Mohrenberger und Bernhard Maxara. Ihr anschließendes Gesangsstudium am Triester Konservatorium „Giuseppe Tartini“ bei Cecilia Fusco schloss sie im Jahr 1998 mit einem Diplom mit Auszeichnung ab.
Ein erstes Engagement fand Reinprecht in den Jahren 1999 bis 2001 am Theater St. Gallen. In den Jahren 2001 bis 2003 war sie an der Grazer Oper engagiert, anschließend spielte sie als Ensemblemitglied an der Stuttgarter Staatsoper. Von 2006 bis 2008 gehörte sie dem Ensemble der Wiener Volksoper an. Reinprecht ist seit 2008 Mitglied des Ensembles der Wiener Staatsoper.
Zu Reinprechts Repertoire gehören u. a. die Partien der Adele in Johann Strauss’ Die Fledermaus, Sophie in Werther von Jules Massenet, Gilda in Giuseppe Verdis Rigoletto, Marie in Gaetano Donizettis La fille du régiment, Blonde in Die Entführung aus dem Serail von Wolfgang Amadeus Mozart, Sandrina in Mozarts La finta giardiniera, Adina in Donizettis L’elisir d’amore, Semele in The Story of Semele von Georg Friedrich Händel, Eurydike in Jacques Offenbachs Orpheus in der Unterwelt, Pamina in Mozarts Die Zauberflöte, Baronin Freimann in Der Wildschütz von Albert Lortzing, Ilia in Mozarts Idomeneo, Lady Harriet (Martha) in Friedrich von Flotows Martha, Rosalinde in Die Fledermaus, Susanna in Le nozze di Figaro (Mozart), Zerlina in Don Giovanni (Mozart), Musetta in Giacomo Puccinis La Bohème, Juliette in Charles Gounods Roméo et Juliette, Antonia in Hoffmanns Erzählungen (Offenbach), Martha Engel in Der Evangelimann von Wilhelm Kienzl, Zdenka in Arabella von Richard Strauss und die Titelrolle in Jules Massenets Manon.
Gastengagements führten Alexandra Reinprecht u. a. an die Bayerische Staatsoper nach München (Adele in Die Fledermaus), an die Komische Oper Berlin (Rosalinde in Die Fledermaus) sowie an das Teatro dell’ Opera in Rom (Manon). Auch stand sie bei den Salzburger Festspielen als Ino in Die Bacchantinnen von Egon Wellesz und den Seefestspielen Mörbisch als Sonja in Der Zarewitsch von Franz Lehár auf der Bühne.
Besondere Anerkennung erhielt Reinprecht im April 2008, als sie kurzfristig für die erkrankte Anna Netrebko als Manon (Massenet) an der Wiener Staatsoper einsprang. Seit Mai 2011 steht Alexandra Reinprecht in Lehárs Die lustige Witwe als Hanna Glawari in der Inszenierung von Marco Arturo Marelli auch wieder auf der Bühne der Wiener Volksoper.